# Lourmarin
Lourmarin este o comună în departamentul Vaucluse din sud-estul Franței. În 2009 avea o populație de 1.000 de locuitori.

## Evoluția populației
| An        | 1975 | 1982 | 1990  | 1999  | 2006  | 2009  |
| --------- | ---- | ---- | ----- | ----- | ----- | ----- |
| Populație | 685  | 858  | 1.108 | 1.119 | 1.024 | 1.000 |